# Clube Atlético Linense
Il Clube Atlético Linense, noto anche semplicemente come Linense, è una società calcistica brasiliana con sede nella città di Lins, nello stato di San Paolo.

## Storia
Il club è stato fondato il 12 giugno 1927. Ha vinto il Campeonato Paulista Série A2 nel 1952 e nel 2010, il Campeonato Paulista Série A3 nel 1977, e la Copa Paulista nel 2015.

## Palmarès

### Competizioni nazionali
- Campeonato Paulista Série A2: 2

1952, 2010
- Campeonato Paulista Série A3: 2

1977, 2021
- Copa Paulista: 1

2015